# 成均馆大学
成均馆大学（：／*/?），简称成大及SKKU，是韩国历史上最悠久的大学，其历史可以追溯至於1398年成立的朝鲜王朝最高学府成均館。校名「成均」一词源于《周礼》：「成人才之未就，均风俗之不齐。」
第二次世界大戰期間被日本強迫關閉，戰後於1946年恢復辦學，為一所私立研究型综合大学。成均馆大学現由首尔和水原两个校区构成，学生人數逾3万6千名。成均馆大学自从1965年至1977年和三星集团合作。1996年，三星集团再次成为该校的贊助財閥。

## 校史

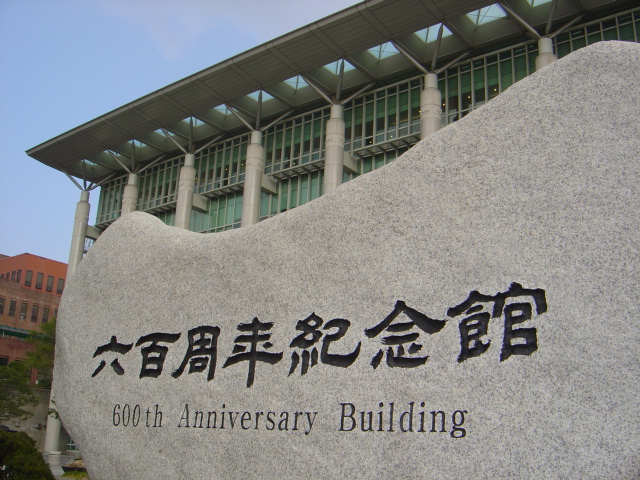
成均館大学600周年紀念館

成均館大學始於1398年，為當時朝鲜王朝所設立的成均館，在1400年至1418年，朝鲜太宗開創了王室弟子進入成均館學習的傳統，是朝鲜王朝當時的最高國立教育機關。其中，文廟在1592年時被大火燒毀，於1602年重建，並在1895年改為近代化三年制大學。由於後來第二次世界大戰，成均館被日本改為「成華院」，後來日本政府甚至強迫其關閉，直到日本戰敗後，於1946年重新開課，但受到韓戰影響，在1950年時圖書館等多處校園建築被大火燒毀。
從1953年起，成均館大學改制為綜合性大學，並在之後陸續成立了許多學院，且於1978年在京畿道水原市建立自然科學校校區。1996年三星集團成為成均館大學背後的財團。

## 校园

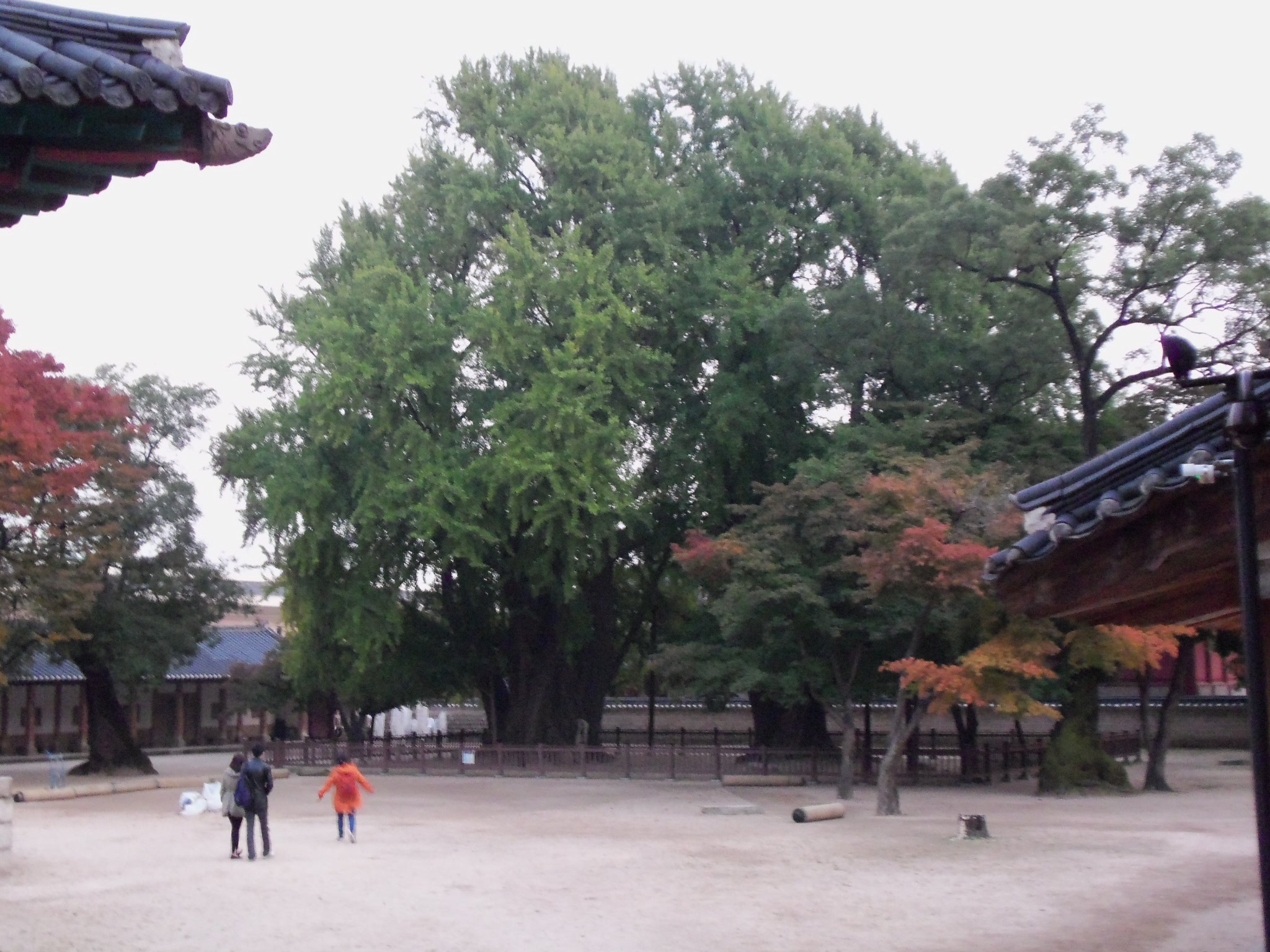
成均馆

成均馆大学由首尔和水原两个校区构成。人文与社会科学类院系位于首尔校区，自然科学类院系位于水原校区。
首尔校区位于首尔市中心原朝鲜王朝成均馆的位置，与昌德宮、昌慶宮和宗庙位于同一座山上。首尔校区的新校区位于原成均馆的北部，是学校人文与社会科学类院系的所在地。成均馆大学的六百周年纪念馆位于该校区。南面的成均馆是朝鲜王朝时期的最高学府，相当于中国古代的国子监、太学。成均馆占地面积1万平方公尺，保留着包括明伦堂和大成殿等18栋古建筑物。
成均馆明伦堂前院中有两颗600年树龄的参天古树，朝鲜中宗14年由大司成尹倬所种。据说孔子喜欢在银杏树下读书、冥想、传授弟子。这两颗古银杏树是成均馆大学的标志，也被列为韩国第59号天然纪念物。
位于距离首尔45公里的水原校区建于1978年，是学校自然科学类院系的所在地。三星图书馆位于该校区，图书馆的设计像一本展开的书。

## 学部

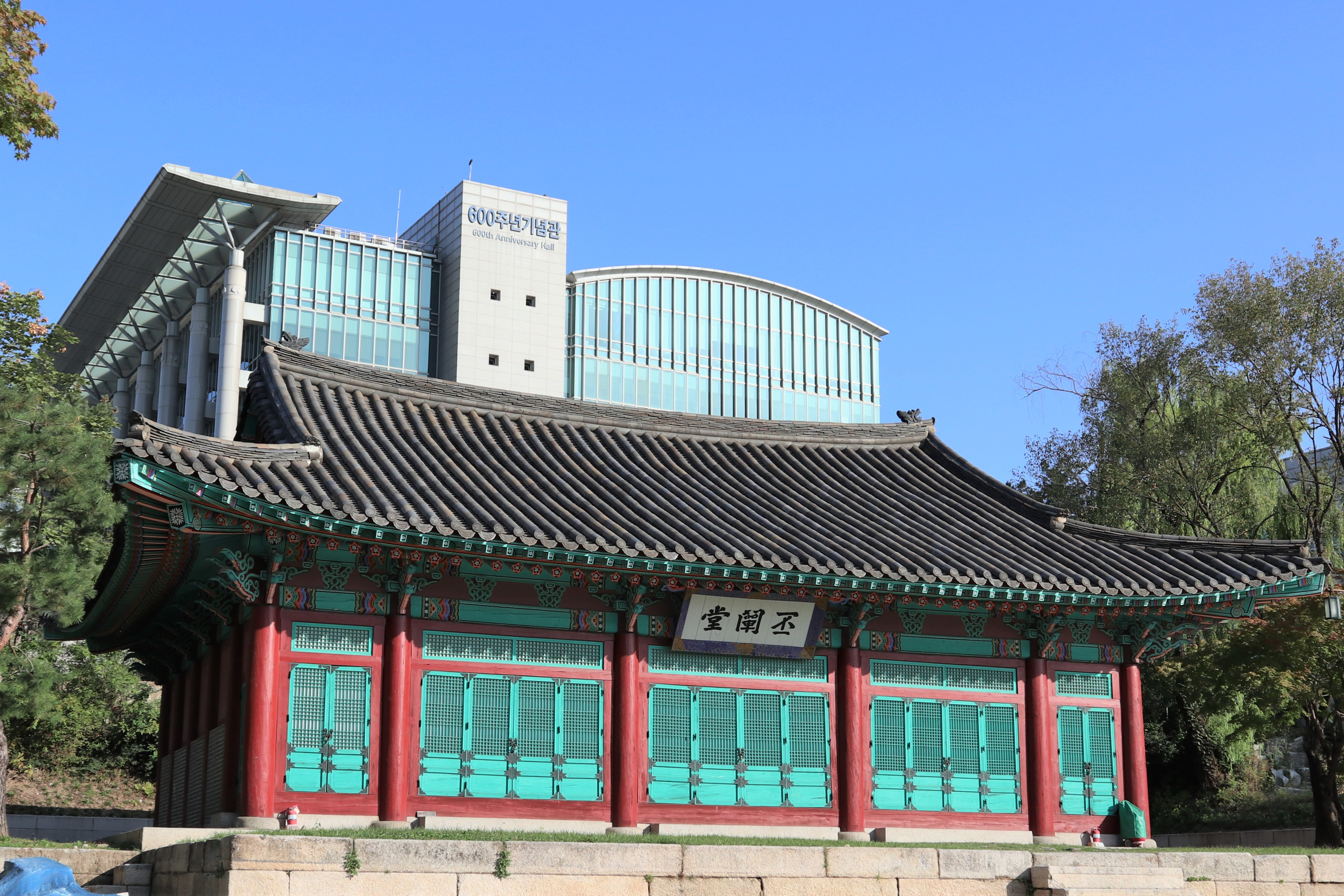
成均馆大学

- 本部学院
- 儒学学院

1. 儒学·东洋学科

- 文科学院

1. 国语国文学科
2. 英语英文学科
3. 法语法文科
4. 德语德文科
5. 俄语俄文科
6. 中语中文科
7. 汉文学科
8. 史学科
9. 哲学科
10. 文献情报学科

- 法学学院

1. 法学科

- 社会科学学院

1. 国际领导学部
2. 行政学科
3. 政治外交学科
4. 新闻放送学科
5. 社会学科
6. 社会福祉学科
7. 心理学科
8. 消费者家族学科
9. 儿童·青少年学科

- 经济学院
- 管理学院
- 师范学院
- 艺术学院
- 自然科学学院
- 情报通信学院
- 理工学院
- 生命工学学院
- 药学学院
- 医学学院
- 体育学院

## 排名

### 韓國中央日報排名
2019年
綜合排名：韓國第2名。

### QS世界大学排名
2020年
- 世界大學排名：世界第95位。
- 亞洲大學排名：亞洲第16位。
- 學校評級：五星，卓越大學(Excellence) 。

### 泰晤士高等教育世界大学排名
2019年
- 世界大學排名：世界第82位。

### 金融時報MBA排名
2016年
- MBA排名：世界第69位。

## 校友

### 朝鲜王朝 成均館
- 郑麟趾，朝鲜王朝初期的文臣及学者
- 申叔舟，朝鮮王朝初期的政治家，曾奉世宗大王之命，參與朝鮮民族文字訓民正音的發明
- 趙光祖，朝鮮王朝的著名思想家及政治家，改革家
- 李滉，朝鲜儒学泰斗
- 李珥，儒学家，“主气论”学派的代表人物
- 申采浩，朝鲜半岛历史学家和朝鮮獨立運動志士
- 丁若鏞，朝鮮王朝中期實學家，天主教徒

### 现代
- 郑烘原（法律系畢業），第42任韩国国务总理
- 李完九（行政學系畢業），第43任韩国国务总理
- 黃教安（法律系畢業），第44任韩国国务总理
- 金丘庸，詩人，獲得現代文學獎第一屆新人獎
- 朴哲洙（商學院畢業），导演
- 車勝元（影像學系02級，肄业），演員
- 裴勇俊（影像學系00級，肄业），演員
- 文瑾瑩（國語國文學系學士畢業），演員
- 宋仲基（經營系、新聞廣播系雙學士畢業），演員
- 李珉廷（表演藝術學系學士畢業），演員
- 智鉉寓（表演藝術學系學士畢業），演員、歌手
- 徐智慧（表演藝術學系學士畢業），演員
- 具惠善（影像學系11級，在學），演員、歌手
- 周元（表演藝術學系學士畢業），演員
- 高我星（心理學系學士畢業），演員
- 曹寶兒（表演藝術學系學士畢業），演員
- 郭正旭（表演藝術學系學士畢業），演員
- 鄭惠成（表演藝術學系學士畢業），演員
- 李伊（表演藝術學系學士畢業），演員
- 金東碩（中國語言文學系學士畢業），模特兒、演員
- 金幽珍（表演藝術學系學士畢業），歌手（前After School成員）、演員
- 孫成雅（表演藝術學系學士畢業），歌手（Nine Muses成員）、模特兒
- 朴孝敏（表演藝術學系學士畢業），歌手（T-ara成員）、演員
- 金佳英（舞蹈系畢業），歌手（Stellar前成員）、演員
- 姜知英（表演藝術學系學士畢業），歌手（Kara成員）
- 楊惠智（表演藝術學系學士畢業），演員
- 金大明（表演藝術學系學士畢業），演員
- 朴剛賢（表演藝術學系學士畢業），音樂劇演員
- 朴世阮（表演藝術學系學士畢業），演員
- 車銀優（表演藝術學系學士畢業），歌手（ASTRO成員）、演員
- 李泰煥（表演藝術學系13级，在學），演員、（5urprise成員）
- 鄭秀晶（表演藝術學系13级，在學），歌手（f(x)成員）、演員
- 金南珠（表演藝術學系15级，在學），歌手（Apink成員）
- 文佳煐（表演藝術學系15级，在學），演員
- 辛睿恩（表演藝術學系16级，在學），演員
- 徐信愛（表演藝術學系16级，在學），演員
- 孫周延（表演藝術學系18级，在學），歌手（宇宙少女成員）
- 申泫勝（表演藝術學系18级，在學），演員
- 文相敏（表演藝術學系19级，在學），演員
- 金智秀（表演藝術學系學士畢業），歌手（BLACKPINK成員）、演員
- Zoa （表演艺术学系24级，在学），歌手（Weeekly成员）